# Antoni Barłowski
Antoni Barłowski (ur. 1968) – polski aktor filmowy i teatralny.

## Życiorys
Ukończył studia na PWST we Wrocławiu. Jest aktorem w teatrze Stara Prochownia w Warszawie

## Filmografia
- 1997: Klan – jako właściciel firmy pogrzebowej
- 1998: Ekstradycja 3 – jako BOR–owiec (odc. 2)
- 2000: Złotopolscy – jako gangster (odc. 224)
- 2000: Przeprowadzki – jako robotnik (odc. 1)
- 2002–2007: Plebania – jako Kulesza
- 2003: Na Wspólnej – jako kierowca karetki
- 2004: Kryminalni – jako Specjalista od balistyki (odc. 10)
- 2006: Na dobre i na złe – jako Kominiarz (odc. 265)
- 2007: U Pana Boga w ogródku – jako człowiek w kasku
- 2007: U Pana Boga w ogródku – jako człowiek w kasku (odc. 8)
- 2007: Braciszek – jako mężczyzna
- 2009: Naznaczony – jako wędkarz (odc. 2)
- 2012: Niebo – jako Bogdan Żuczek
- 2014: Prawo Agaty – jako szef firmy transportowej (odc. 65)
- 2014: Jack Strong – jako Kowalik
- 2018: Ślepnąc od świateł
- 2018: Kler – jako Marek Czekaj
- 2019: Wojenne dziewczyny – jako Winciorek (odc. 37)
- 2019: Motyw – jako milicjant (odc. 2)
- 2020: Usta usta – jako więzień (odc. 41)
- 2021: Teściowie – jako Stefan Chrapek

## Ważniejsze role teatralne
- Sanatorium jako Witek (reż. Robert Górski)
- Łysa śpiewaczka jako pan Marten (reż. Adam Sajnuk)
- Tryptyk Czeski jako Fryderyk